# Lithophane puella
Lithophane puella är en fjärilsart som beskrevs av Smith 1900. Lithophane puella ingår i släktet Lithophane och familjen nattflyn. Inga underarter finns listade i Catalogue of Life.